# 外接暈
外接暈（Circumscribed halo）是一種光學現象，通常呈橢圓形，外接以太陽或月球為中心的22度暈 。當太陽升至70度以上時，外接暈基本上覆蓋了22度暈。與許多其他暈一樣，外接暈的內緣（面向太陽或月亮）略帶紅色，外緣則略帶藍色。
外接暈的形狀很大程度取決於太陽或月球在地平線上的角度。外接暈的頂部和底部（即太陽或月球正下方和正上方的點）總是與22度暈正切，但其左右兩側的形狀會根據太陽（或月亮）的高度而有所不同。在約35度至50度的高度之間，兩側在22度暈外形成兩個明顯的、向下垂的「葉」。隨著太陽或月球升得更高（約50度-70度之間），下垂度逐漸減小，趨向於較規則的橢圓形。當太陽或月球的仰角達到約70度或更高時，外接暈的形狀接近圓形，因此與22度暈幾乎難以區分，唯一的區別在於前者傾向於呈現比後者更飽和的色彩。當太陽或月球的仰角低於約35度時，外接暈會分裂成上切弧和下切弧。